# Clasificación africana para la Copa Mundial de Rugby de 2027
La clasificación de África Rugby para la Copa Mundial de Rugby es una serie de partidos internacionales disputados por las selecciones nacionales masculinas pertenecientes a la confederación africana.
La región africana cuenta con un cupo directo a la Copa Mundial de Rugby de 2027, un cupo al playoff Africa-Asia que otorgara una plaza al repechaje mundial.

## Formato
La clasificación comenzó con los ocho mejores equipos africanos (excluyendo Sudáfrica) jugando en un formato de eliminatoria directa para determinar los cabezas de serie para la ronda final del proceso de clasificación, con el último equipo clasificado de la ronda 1, eliminado de la clasificación.
En la segunda ronda, las ocho naciones africanas en desarrollo competirán en un torneo de todos contra todos en dos grupos, y los ganadores de cada grupo se enfrentarán en la final de la segunda ronda. El ganador de la final pasará a la tercera ronda del proceso de clasificación, mientras que las otras siete naciones quedarán eliminadas.
En la tercera ronda, los últimos ocho equipos se enfrentarán en un formato de eliminación directa basado en sus cabezas de serie en 2024. El ganador de esta ronda se clasificará para la Copa Mundial de Rugby, mientras que el subcampeón se enfrentará a Asia 2 del Proceso de clasificación asiática en una serie de play-offs para determinar quién avanza al Torneo de Clasificación Final.

## Fase 1
| Pos | Selección       |
| --- | --------------- |
| 1   | Zimbabue        |
| 2   | Argelia         |
| 3   | Namibia         |
| 4   | Kenia           |
| 5   | Uganda          |
| 6   | Senegal         |
| 7   | Costa de Marfil |
| 8   | Burkina Faso    |

## Fase 2: Repechaje
- El campeón obtiene el último cupo a la Rugby Africa Cup 2025.

### Grupo A
El grupo se disputó del 20 al 24 de noviembre de 2024 en Casablanca, Marruecos.
|  | Semifinal               | Semifinal               | Semifinal               |            |           | Copa                    | Copa                    | Copa                    |  |
|  | 20 de noviembre de 2024 | 20 de noviembre de 2024 | 20 de noviembre de 2024 |            |           | 24 de noviembre de 2024 | 24 de noviembre de 2024 | 24 de noviembre de 2024 |  |
|  |                         |                         |                         |            |           |                         |                         |                         |  |
|  |                         |                         |                         |            |           |                         |                         |                         |  |
|  | Marruecos               | Marruecos               | 64                      |            |           |                         |                         |                         |  |
|  | Marruecos               | Marruecos               | 64                      |            |           |                         |                         |                         |  |
|  | Botsuana                | Botsuana                | 0                       |            |           |                         |                         |                         |  |
|  | Botsuana                | Botsuana                | 0                       |            | Marruecos | Marruecos               | 53                      |                         |  |
|  |                         |                         |                         |            | Marruecos | Marruecos               | 53                      |                         |  |
|  |                         |                         | Madagascar              | Madagascar | 37        |                         |                         |                         |  |
|  | Madagascar              | Madagascar              | Madagascar              | Madagascar | 37        | 33                      |                         |                         |  |
|  | Madagascar              | Madagascar              |                         |            |           | 33                      |                         |                         |  |
|  | Camerún                 | Camerún                 | 7                       |            |           | Tercer lugar            | Tercer lugar            | Tercer lugar            |  |
|  | Camerún                 | Camerún                 | 7                       |            |           | Tercer lugar            | Tercer lugar            | Tercer lugar            |  |
|  |                         |                         |                         |            |           |                         |                         |                         |  |
|  |                         |                         |                         |            |           | Botsuana                | Botsuana                | 36                      |  |
|  |                         |                         |                         |            |           | Botsuana                | Botsuana                | 36                      |  |
|  |                         |                         |                         |            |           | Camerún                 | Camerún                 | 10                      |  |
|  |                         |                         |                         |            |           | Camerún                 | Camerún                 | 10                      |  |
|  |                         |                         |                         |            |           |                         |                         |                         |  |

### Grupo B
El grupo se disputó del 18 al 22 de diciembre de 2024 en Jemmal, Túnez.
|  | Semifinal               | Semifinal               | Semifinal               |        |       | Copa                    | Copa                    | Copa                    |  |
|  | 18 de diciembre de 2024 | 18 de diciembre de 2024 | 18 de diciembre de 2024 |        |       | 22 de diciembre de 2024 | 22 de diciembre de 2024 | 22 de diciembre de 2024 |  |
|  |                         |                         |                         |        |       |                         |                         |                         |  |
|  |                         |                         |                         |        |       |                         |                         |                         |  |
|  | Túnez                   | Túnez                   | 34                      |        |       |                         |                         |                         |  |
|  | Túnez                   | Túnez                   | 34                      |        |       |                         |                         |                         |  |
|  | Nigeria                 | Nigeria                 | 10                      |        |       |                         |                         |                         |  |
|  | Nigeria                 | Nigeria                 | 10                      |        | Túnez | Túnez                   | 29                      |                         |  |
|  |                         |                         |                         |        | Túnez | Túnez                   | 29                      |                         |  |
|  |                         |                         | Zambia                  | Zambia | 7     |                         |                         |                         |  |
|  | Zambia                  | Zambia                  | Zambia                  | Zambia | 7     | 31                      |                         |                         |  |
|  | Zambia                  | Zambia                  |                         |        |       | 31                      |                         |                         |  |
|  | Ghana                   | Ghana                   | 22                      |        |       | Tercer lugar            | Tercer lugar            | Tercer lugar            |  |
|  | Ghana                   | Ghana                   | 22                      |        |       | Tercer lugar            | Tercer lugar            | Tercer lugar            |  |
|  |                         |                         |                         |        |       |                         |                         |                         |  |
|  |                         |                         |                         |        |       | Nigeria                 | Nigeria                 | 19                      |  |
|  |                         |                         |                         |        |       | Nigeria                 | Nigeria                 | 19                      |  |
|  |                         |                         |                         |        |       | Ghana                   | Ghana                   | 24                      |  |
|  |                         |                         |                         |        |       | Ghana                   | Ghana                   | 24                      |  |
|  |                         |                         |                         |        |       |                         |                         |                         |  |

### Final Repechaje
| 9 de febrero de 2025 | Marruecos | 26 - 12 | Túnez |  |  |

## Fase 3: Rugby Africa Cup 2025
| Pos | Selección       |
| --- | --------------- |
| 1   | Zimbabue        |
| 2   | Namibia         |
| 3   | Argelia         |
| 4   | Kenia           |
| 5   | Senegal         |
| 6   | Marruecos       |
| 7   | Uganda          |
| 8   | Costa de Marfil |

## Clasificados
| Bandera de Zimbabue       |
| África 1 Zimbabue         |
| Clasificado a la RWC 2027 |

| Bandera de Namibia                   |
| África 2 Namibia                     |
| Clasificado al repechaje África-Asia |